# Veelvlak

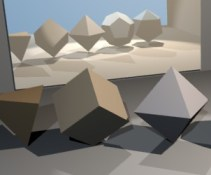
De vijf regelmatige veelvlakken

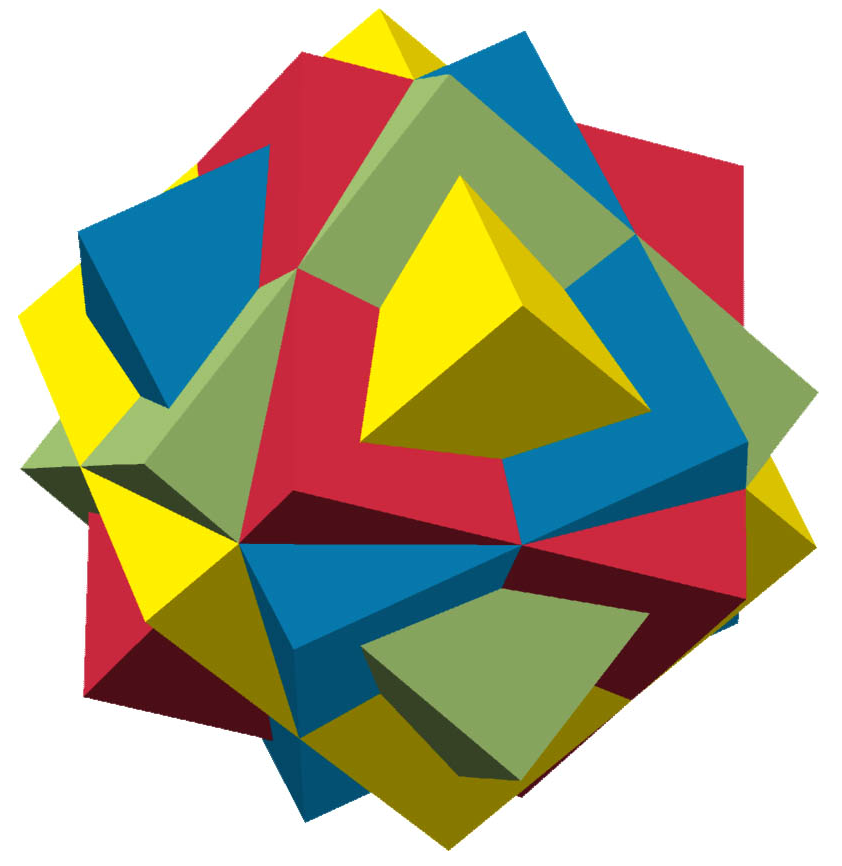
Samengesteld veelvlak van vier door elkaar gevlochten kubussen

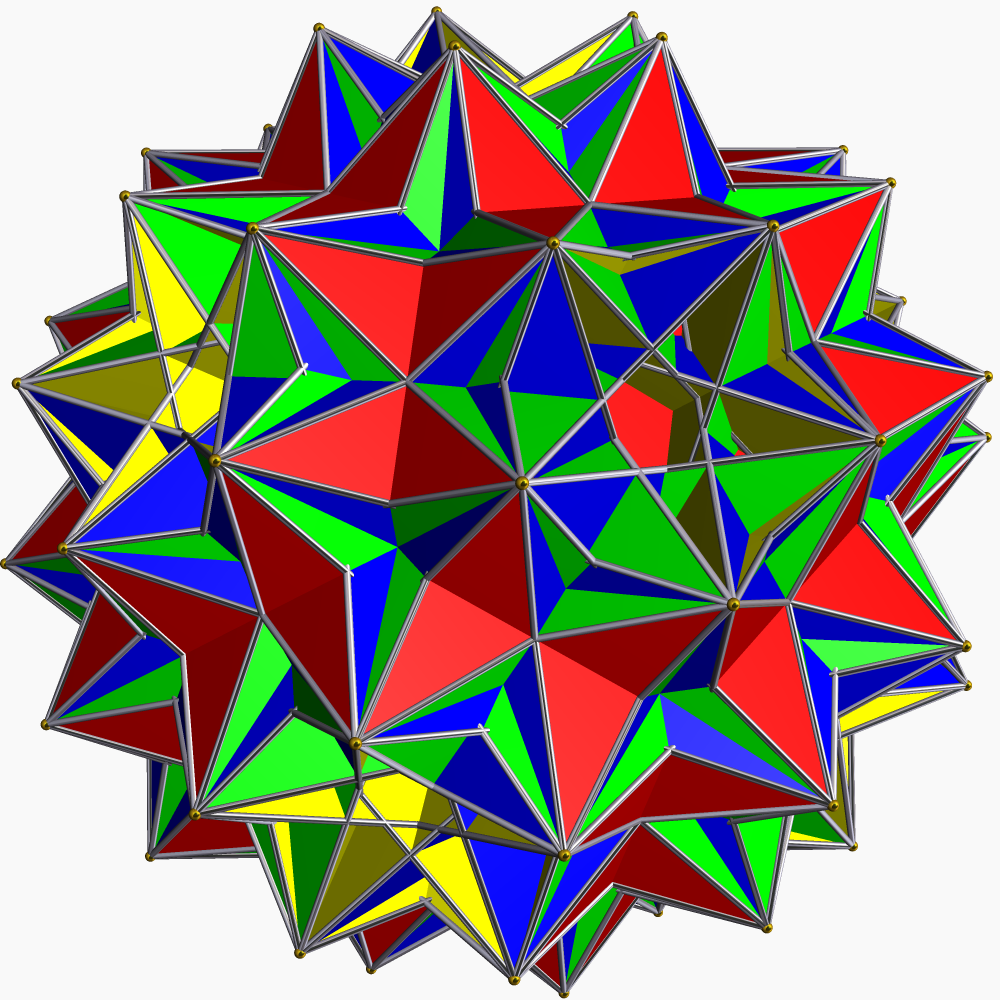
of nog gecompliceerder

Een veelvlak of polyeder (Oudgrieks: πολύς, polýs, veel en ἕδρα, hedra, basis, vlak of zitvlak), is een wiskundig lichaam dat uitsluitend door een eindig aantal veelhoeken wordt begrensd. De veelhoeken heten de zijvlakken, en de lijnstukken waarin de veelhoeken elkaar raken, de ribben. De ribben komen in de hoekpunten van het veelvlak bij elkaar. Voorbeelden van veelvlakken zijn de balk, in het bijzonder de kubus en de piramide. Bij een veelvlak waarvan alle hoekpunten op dezelfde bol liggen is er een bolvormig veelvlak met de hoekpunten in dezelfde posities, met delen van grote cirkels als ribben, en met dezelfde symmetrie als het gewone veelvlak. Omgekeerd is er bij een bolvormig veelvlak alleen een gewoon veelvlak als van elk gekromd zijvlak de hoekpunten in een vlak liggen. Dit is onder het geval bij boldriehoeken en bij regelmatige bolveelhoeken.
De hoekpuntconfiguratie van een hoekpunt geeft in cyclische volgorde aan hoeveel zijden de zijvlakken rond een hoekpunt hebben, bijvoorbeeld 5.6.6 als een vijfhoek en twee zeshoeken samenkomen. Het aantal getallen is dus de valentie van het hoekpunt. De hoekpuntconfiguratie is ook aan de orde bij betegeling.
De ribben en hoekpunten van een veelvlak vormen een graaf. Daarom kan bijvoorbeeld graad gebruikt in de grafentheorie, het aantal zijden waarmee een knoop van een graaf is verbonden is, ook worden toegepast op hoekpunten van een veelvlak: het aantal ribben dat daar samenkomt.
Veelvlakken kunnen worden ingedeeld naar aantal zijvlakken, ribben en hoekpunten en hun onderlinge relaties, zoals de cyclus van hoekpunten en ribben per zijvlak, cyclus van zijvlakken en ribben per hoekpunt. Een kubus kan bijvoorbeeld vervormd worden tot andere zesvlakken in dezelfde categorie, maar een vijfhoekige piramide en een driehoekige bipiramide zijn zesvlakken die bij deze indeling elk tot een andere categorie behoren. Bij een categorie waarbij de veelvlakken wat betreft de genoemde structuur chiraal zijn is er een categorie met de spiegelbeelden van die veelvlakken.
Er is verder voor ieder veelvlak een duaal veelvlak. Als er een tweeplaatsige relatie tussen twee veelvlakken bestaat, waarin de zijvlakken van het eerste veelvlak overeenkomen met de hoekpunten van het andere veelvlak en omgekeerd, heten zij elkaars duale veelvlak. Zo is de categorie van driehoekige bipiramiden, inclusief onregelmatige, de duale van de categorie waar onder meer het driehoekige prisma onder valt.
Twee verschillende zijvlakken van een veelvlak, die gelijkvormig zijn, zijn ook congruent.

## Zelfdoorsnijdende en  samengestelde veelvlakken
Een niet-convex veelvlak is een zelfdoorsnijdend of een samengesteld veelvlak als zich ten aanzien van dat veelvlak gevallen voordoen van verschillende zijvlakken die op dezelfde veelhoek, zijvlak van het veelvlak, liggen. Zelfdoorsnijdend en samengesteld betekent niet hetzelfde: een zelfdoorsnijdend veelvlak is één geheel tussen zijvlakken, ribben en hoekpunten, terwijl een samengesteld veelvlak uit componenten bestaat, die zelf ieder weer een veelvlak zijn. Deze aparte zijvlakken op dezelfde veelhoek worden samen als één zijvlak beschouwd. De veelhoek telt als het zijvlak en doorsnijdt het lichaam. Iedere ribbe ligt op de plaats waar twee zijvlakken elkaar raken, maar de snijlijn van twee van zulke veelhoeken die elkaar doorsnijden, wordt niet als ribbe beschouwd. Ribben op dezelfde lijn, waarop twee veelhoeken elkaar raken, worden daarbij opgevat als één ribbe. Die ribben doorsnijden het lichaam. Maar het snijpunt van zo'n ribbe met een zijvlak dat de ribbe doorsnijdt, wordt niet als hoekpunt beschouwd.
Dit heeft invloed op het aantal zijvlakken, ribben en hoekpunten van het veelvlak, en op zijn regelmatigheid. In het bijzonder wordt een veelvlak met grote symmetrie soms opgevat als zelfdoorsnijdend of als een samengesteld veelvlak als daardoor het geheel op basis van de geldende criteria meer regelmatig wordt.

## Formule van Euler
Bij veelvlakken die niet zelfdoorsnijdend of samengesteld zijn is er een verband tussen het aantal hoekpunten {\displaystyle h}, het aantal ribben {\displaystyle r} en het aantal zijvlakken {\displaystyle z}, dat wordt gegeven door de formule van Euler:
{\displaystyle h-r+z=2}.

## Transitiviteit
Een veelvlak is zijvlaktransitief of isohedraal als er voor elk tweetal zijvlakken {\displaystyle V}, {\displaystyle W} van het veelvlak een isometrie bestaat die het veelvlak op zichzelf afbeeldt en daarbij {\displaystyle V} op {\displaystyle W} afbeeldt. Dat betekent dat alle zijvlakken congruent zijn, dus zijn de zijvlaktransitieve veelvlakken de regelmatige veelvlakken en de kepler-poinsot-lichamen, de kepler-poinsot-lichamen als zelfdoorsnijdend veelvlak gezien.
Een veelvlak is ribbetransitief of isotoxaal als er voor elk tweetal ribben {\displaystyle R}, {\displaystyle S} van het veelvlak een isometrie bestaat die het veelvlak op zichzelf afbeeldt en daarbij {\displaystyle R} op {\displaystyle S} afbeeldt. {\displaystyle R} en {\displaystyle S} mogen daarbij niet zo worden gekozen, dat {\displaystyle R} hetzelfde is als {\displaystyle S}, maar dan in tegengestelde richting. Een nodige voorwaarde is dat alle ribben even lang zijn. Er zijn behalve de regelmatige veelvlakken twee convexe veelvlakken, die ribbetransitief zijn: de kuboctaëder (3.4.3.4) en de icosidodecaëder (3.5.3.5).
De zijvlaktransitieve veelvlakken zijn ribbetransitief.
Een veelvlak is hoekpunttransitief of isogonaal als er voor elk tweetal hoekpunten {\displaystyle P}, {\displaystyle Q} van het veelvlak een isometrie bestaat die het veelvlak op zichzelf afbeeldt en daarbij {\displaystyle P} op {\displaystyle Q} afbeeldt. Een nodige voorwaarde is dat in alle hoekpunten dezelfde soorten zijvlakken bij elkaar komen, in dezelfde of omgekeerde cyclische volgorde, anders gezegd dezelfde of tegengestelde hoekpuntconfiguratie hebben, en ook dat alle hoekpunten op een bol liggen. De gedraaide romboëdrisch kuboctaëder heeft in alle hoekpunten dezelfde hoekpuntconfiguratie, maar telt toch niet als hoekpuntransitief, omdat er geen isometrie van de gedraaide romboëdrisch kuboctaëder bestaat op zichzelf.
Transitiviteit is een begrip uit de groepentheorie. Een permutatiegroep is een groep {\displaystyle G}, waarvan de elementen permutaties zijn van een gegeven rij {\displaystyle A=(a_{1},a_{2},\ldots ,a_{n})}, met {\displaystyle n} willekeurig. Een permutatiegroep heet transitief, wanneer er voor ieder combinatie {\displaystyle (a_{i},a_{j})}, beide element van {\displaystyle A}, een permutatie {\displaystyle g\in G} is, zodat {\displaystyle g(a_{i})=a_{j}}.

## Uniforme veelvlakken
Een veelvlak heet uniform als het uitsluitend regelmatige veelhoeken als zijvlak heeft en hoekpunttransitief is. De hoekpuntconfiguratie is voor ieder hoekpunt dus hetzelfde en wordt de hoekpuntconfiguratie van het uniforme veelvlak genoemd. Er is bij een gegeven hoekpuntconfiguratie niet meer dan één uniform veelvlak, behalve dat er van de archimedische lichamen 3.3.3.3.4 en 3.3.3.3.5 elk twee chirale vormen bestaan.
De uniforme veelvlakken worden als volgt ingedeeld:
- Uniforme veelvlakken die niet zelfdoorsnijdend of samengesteld zijn, en uitsluitend regelmatige veelhoeken als zijvlak hebben.
  - De vijf regelmatige veelvlakken, dit zijn de niet-zelfdoorsnijdende niet-samengestelde veelvlakken waarbij alle zijvlakken dezelfde regelmatige veelhoek zijn. Ze zijn naast hoekpunttransitief ook zijvlaktransitief, ribbetransitief en convex. Het zijn het regelmatige viervlak (3.3.3), de kubus (4.4.4), het regelmatige achtvlak (3.3.3.3), twaalfvlak (5.5.5) en twintigvlak (3.3.3.3.3).
  - De halfregelmatige veelvlakken, dit zijn de overige niet-zelfdoorsnijdende niet-samengestelde veelvlakken, die hoekpunttransitief zijn en uitsluitend regelmatige veelhoeken als zijvlak hebben. Ze zijn symmetrisch en convex.
    - De 15 archimedische lichamen of veelvlakken, 13 als spiegelbeelden niet apart meetellen. Ze hebben twee of drie soorten zijvlakken. Het aantal hoekpunten per zijvlak kan zijn 3, 4, 5, 6, 8 en 10. De kuboctaëder (3.4.3.4) en de icosidodecaëder (3.5.3.5) zijn quasiregelmatig, dat wil zeggen dat ze ook ribbetransitief zijn.
    - Een oneindige reeks prisma's {\displaystyle n}.4.4, waarin {\displaystyle n} = 3, 5, 6, 7, .. 
 {\displaystyle n} = 4 past in de reeks, maar is een regelmatig veelvlak. Ze hebben dus twee soorten zijvlakken.
    - Een oneindige reeks antiprisma's {\displaystyle n}.3.3.3, waarin {\displaystyle n} = 4, 5, 6, 7, .. 
 {\displaystyle n} = 3 past in de reeks, maar is een regelmatig veelvlak. Ze hebben dus ook twee soorten zijvlakken.
- Uniforme zelfdoorsnijdende veelvlakken met uitsluitend regelmatige veelhoeken als zijvlak. Een sterveelvlak is een veelvlak met uitsluitend regelmatige veelhoeken als zijvlak, allemaal of daarvan sommige een sterveelhoek.  Het zijn de kepler-poinsot-lichamen, de sterprisma's en de sterantiprisma's.
  - De vier kepler-poinsot-lichamen
  - Een oneindig aantal sterprisma's {\displaystyle n/m}.4.4
  - Een oneindig aantal sterantiprisma's {\displaystyle n/m}.3.3.3
  - De 53 halfregelmatige sterveelvlakken. Ze zijn hoekpunttransitief.
- Uniforme samengestelde veelvlakken met uitsluitend regelmatige veelhoeken als zijvlak.

## Andere veelvlakken
Onder andere:
- De catalanlichamen zijn de duale veelvlakken van de archimedische lichamen, maar hun zijvlakken zijn geen regelmatige veelhoeken.  Ze zijn convex en zijvlaktransitief, maar niet hoekpunttransitief.
- De 92 johnsonlichamen, dit zijn eveneens convexe veelvlakken waarvan de zijvlakken regelmatige veelhoeken zijn. Zijvlakken met hetzelfde aantal hoeken zijn congruent. De johnsonlichamen zijn noch zijvlaktransitief, noch ribbetransitief, noch hoekpunttransitief. Het aantal hoekpunten per zijvlak kan ook bij deze lichamen 3, 4, 5, 6, 8 en 10 zijn.
- Goldbergveelvlakken zijn veelvlakken met volledige of chirale icosahedrale symmetrie met 12 regelmatige vijfhoeken, en verder zeshoeken die gelijkzijdig zijn, de zijden zijn even lang, maar waarvan de hoeken niet gelijk zijn. Er zijn er oneindig veel. Ze worden aangeduid als {5+,3}m,n met gehele getallen {\displaystyle m} en {\displaystyle n}, en {\displaystyle 0\leq n\leq m}. Ze hebben {\displaystyle 10T+2} zijvlakken, {\displaystyle 30T} ribben en {\displaystyle 20T} hoekpunten, met  {\displaystyle T=m^{2}+mn+n^{2}}. De goldbergveelvlakken met volledige icosahedrale symmetrie zijn die met {\displaystyle n} gelijk aan 0 of {\displaystyle m}. {5+,3}1,0 is een regelmatig veelvlak en {5+,3}1,1 een archimedisch lichaam, ze vallen qua mate van regelmaat dus buiten deze categorie. Er zijn ook nog analoge veelvlakken met volledige tetrahedrale symmetrie en volledige octahedrale symmetrie met gelijkzijdige veelhoeken, maar dat is er maar een van elk, {3+,3}2,0 en {4+,3}2,0, en geen met de betreffende chirale symmetrie.[1]
- Een geodetisch veelvlak bestaat uit driehoeken en twaalf 5-valente hoekpunten en verder 6-valente. Het veelvlak is niet hoekpunttransitief, en de driehoeken zijn niet helemaal gelijkzijdig. Onder meer vallen de duale veelvlakken {3,5+}m,n van de goldbergveelvlakken hieronder. Ze hebben dezelfde symmetrie en net als de goldbergveelvlakken bij benadering de vorm van een bol. Andere uit driehoeken bestaande veelvlakken met ongeveer een bolvorm worden ook wel geodetische veelvlakken genoemd.
- De hoekpunten van een regelmatig veelvlak of archimedisch lichaam {\displaystyle A} liggen op een bol {\displaystyle B}. Er kan uitgaande van {\displaystyle A} een nieuw veelvlak worden gemaakt, dat {\displaystyle B} beter benadert, door op ieder zijvlak van {\displaystyle A} een stompe piramide te zetten met de top ook op {\displaystyle B}. Het nieuwe lichaam is dan geen regelmatig veelvlak of archimedisch lichaam meer.
- Bolvormige veelvlakken, waarbij de voorwaarde wordt losgelaten dat de zijvlakken vlak zijn.